# 程遠志
程 遠志（てい えんし）は、中国の通俗歴史小説『三国志演義』に登場する架空の人物。
黄巾賊の将で、5万の黄巾兵を率いて幽州を襲撃する。大興山の麓で劉備率いる5百の義勇軍と合戦になるが、副将の鄧茂が初陣の張飛に突き殺されたのを見て彼に斬りかかる。そこへ、同じく初陣の関羽が討って出て、一合も交える事無く関羽に真っ二つに斬られて果てる。
吉川英治の歴史小説『三国志』では、劉備を追った程遠志が張飛によって斬り下げられ、副将の鄧茂が関羽の偃月刀で葬られている。同じく横山光輝の漫画『三国志』でも、劉備率いる義勇軍を乞食部隊とあざ笑って出撃したが、鄧茂が関羽に、自身は張飛によって一撃で斬殺されている。しかし、アニメ『横山光輝 三国志』では、三国志演義と同じく関羽に討ち取られている。